# Заборовський Леонід Олександрович
Леонід Олександрович Заборо́вський (нар. 13 лютого 1967, Олександрівка) — український живописець; член Національної спілки художників України з 1999 року. Заслужений художник України з 2010 року.

## Біографія
Народився 13 лютого 1967 року в селі Олександрівці (нині Корюківський район Чернігівської області, Україна). Упродовж 1987—1992 років навчався в Одеському державному педагогічному інституті імені Костянтина Ушинського.
Після здобуття фахової освіти працював викладачем Чернігівської дитячої художньої школи; у 1994—1995 роках завідував сектором сучасного українського мистецтва Чернігівського художнього музею; у 1995—2001 роках працював викладачем Славутської дитячої школи мистецтв; у 2001—2002 роках викладав на кафедрі прикладного мистецтва і дизайну реклами Інституту реклами в Києві. Потім на творчій роботі. Живе в Чернігові, в будинку на проспекті Перемоги № 42, квартира № 18.

## Творчість
Працює в галузі станкового живопису, послідовник імпресіоністичних традицій пленерного живопису. Автор портретів, пейзажів, натюрмортів і жанрових картин. Серед робіт:
- «За селом» (1992);
- «Краєвид» (1993);
- «Шлях до храму» (1994);
- «Троянди» (1994);
- «Негода відступає» (1995);
- «Седнівський мотив» (1995);
- «Ранковий сніг» (1995);
- «Місячно» (1995);
- «Відродження» (1995);
- «Тривога» (1996);
- «Ксенія Андріївна» (1996);
- «Натюрморт із самоваром» (1997);
- «Ранок» (1999);
- «Куточок Чернігова» (2002);
- «Згадуючи Антона Чехова» (2003);
- «Зима у Седневі» (2003);
- «Урочистий травень» (2004);
- «Вечоріє» (2004);
- «Занедбана садиба» (2005);
- «Травнева ніч» (2007);
- «У Семенівці» (2007);
- «Гра світла» (2008);
- «Буде дощ» (2008);
- «Лагідне море» (2009);
- «Соняшники дозрівають» (2009).

Бере участь у всеукраїнських художніх виставках з 1993 року. Персональні виставки відбулися у Чернігові у 1994—1999 роках, Славутичі у 1996 році, Києві у 2006—2009 роках, Одесі та Санкт-Петербурзі у 2009 році.
Роботи художника зберігаються у Чернігівському та Севастопольському художніх музеях, художніх галереях Росії, Греції, приватних зібраннях у країнах Європи та у США.